# Український культурологічний клуб
Украї́нський культурологі́чний клуб (УКК) — перша незалежна громадська організація в радянській Україні.

## Історія
Зустріч ініцітивної групи відбулася 6 серпня 1987 у київському кафе «Любава» на Оболоні під егідою райкому комсомолу. Установчі збори УКК відбулися 16 серпня 1987 на дачі в Аркадія Киреєва — першого голови ради клубу. У 1987—1988 УКК об'єднав людей демократичних поглядів, провідну роль у ньому відігравали колишні політв'язні Євген Сверстюк, Сергій Набока (голова ради), Олесь Шевченко, Ольга Гейко-Матусевич, Віталій Шевченко, Леонід Мілявський, Інна Чернявська, Мар'ян Бєлєнький, Лариса Лохвицька, Володимир Федько та ін.

## Діяльність
Український культурологічний клуб проводив засідання практично щотижня. Теми засідань торкалися процесів зросійщення в Україні, приховування геноциду українського народу 1932—1933 років, замовчування наслідків Чорнобильської катастрофи, захисту історичних пам'яток, розкриття «білих плям» в українській історії тощо.
Засідання УКК збирали до 400 учасників. Влада відмовила Клубу в наданні приміщень, намагалася дискредитувати УКК в ЗМІ, та всіляко заважала діяльності клубу, створюючи йому дрібні адміністративні перешкоди побутового характеру (за тодішнім висловлюванням представників клубу, «блошині укуси»), які майже не заважали популярності клубу, а часом навіть додавали йому народних симпатій. Незабаром комуністична влада спустила на Клуб ідеологічного вартового «Вечірнього Києва» Олександра Швеця, якому замовили розбещену статтю проти учасників. Статтю було опубліковано на всю восьмишпальтову газетну сторінку під заголовком «Театр тіней, або Хто стоїть за лаштунками так званого Українського культурологічного клубу», і вона мала спричинити «оргвисновки» (рус. «оргвыводы»), що включали (за повідомленнями) арешт ключових членів клубу та повне припинення його діяльності.  Проте доказів існування того плану досі не опубліковано. План виявився ґротескним анахронізмом («епічним фейлом»), тому що з'явився якраз напередодні демократичних реформ в СРСР, у жовтнi 1987. Жодних каральних заходів проти членів Клубу застосовано не було, а навпаки, ще й призвело до публічного осміяння невдачливого журналіста, який після недовгих метань спробував зобразити себе адептом демократичних змін (це йому вдалося) і навіть долучитися до Культуролоґічного клубу (це не вийшло). Проте Швець, який перекинувся на бік переможців, встиг побути одним із «прихильників Перебудови», а потім навіть зробитися «культурним діячем» нової демократичної України і закріпитися в цій ролі. Між тим, Клуб продовжував активно працювати, збираючись окремими секціями (їх було шість) на приватних квартирах та проводячи свої заходи просто неба. Для участі в його засіданнях таємно приїжджали зі Львова, Одеси, Дніпропетровська, Чернігова, Донецька. Теми засідань УКК висвітлювалися на сторінках відновленого В'ячеславом Чорноволом «Українського вісника». Діяльність УКК отримала широкий резонанс за кордоном. Всі активісти УКК перебували під наглядом КГБ.
26 квітня 1988 року активісти УКК на площі Жовтневої Революції (Майдан Незалежності) у м. Києві вчинили спробу провести перший в УРСР несанкціонований мітинг, присвячений другій річниці аварії на Чорнобильській АС. Спроба проведення мітингу була придушена, учасники жорстко побиті й арештовані молодиками в цивільному з червоними пов'язками, які представлялись «громадськими активістами».

## Трансформація в УГС
У 1988 рада Українського культурологічного клубу ухвалила рішення увійти повним складом до Української Гельсінкської Спілки (УГС).